# كمال عطية (مخرج)
كمال عطية مخرج وكاتب سيناريو وموسيقي مصري  من مواليد 2 يوليو 1919 حصل على دبلوم في زخرفة المباني عام 1939 بدأ حياته الفنية بكتابة الأغنية والمقالات الأدبية في بعض الصحف منذ عام 1942، التحق باستديو مصر عام 1946 حيث عمل مساعد مخرج مع صلاح أبو سيف، وقام بإخراج عدد من الأفلام التسجيلية وأولها «فجر جديد» عام 1965.
توفي في 15 يناير 2008 وكان رصيده: إخراج 25 فيلم روائي – تأليف وكتابة سيناريو وحوار وكلمات أغاني 21 فيلم – إنتاج فيلماً واحداً «عبيد الجسد» عام 1962 – إعداد موسيقي لفيلماً واحداً «دايماً في قلبي» 1946.

## قائمة أفلامه (إخراج)
فيلم «المنتقم» عام 1947
فيلم «حبايبي كتير» عام 1950
فيلم «المجرم» عام 1954
فيلم «قتلت زوجتي» عام 1956
فيلم «عشاق الليل» عام 1957
فيلم «المتهم» عام 1957
فيلم «بنت 17» عام  1958
فيلم «آخر من يعلم» عام 1959
فيلم «نهاية الطريق» عام 1960
فيلم «سوق السلاح» عام 1960
فيلم «رسالة إلى الله» عام 1961
فيلم «عبيد الجسد» عام 1962
فيلم «سر الغائب» عام 1962
فيلم «طريق الشيطان» عام 1963
فيلم «مع الناس» عام 1964
فيلم «حديث المدينة» عام 1964
فيلم «ثورة البنات» عام 1964
فيلم «قنديل أم هاشم» عام 1968
فيلم «البعض يعيش مرتين» عام 1971
فيلم «مدينة الصمت» عام 1973
فيلم «الشوارع الخلفية» عام 1974
فيلم «ما بعد الحب» عام 1976
فيلم «المعتوه» عام 1982
فيلم «غضب الحليم» عام 1984
فيلم «ليس لعصابتنا فرع آخر» عام 1989

## وصلات خارجية
- كمال عطية على موقع IMDb (الإنجليزية)
- كمال عطية على موقع قاعدة بيانات الأفلام العربية
- كمال عطية على موقع قاعدة بيانات الفيلم (الإنجليزية)
- كمال عطية على موقع الدهليز
- كمال عطية على موقع كاروهات